# Ornebius fastus
Ornebius fastus är en insektsart som beskrevs av Yang, Jengtze och Yen 2001. Ornebius fastus ingår i släktet Ornebius och familjen Mogoplistidae. Inga underarter finns listade i Catalogue of Life.